# Howard Heights
Howard Heights är en kulle i Antarktis. Den ligger i Västantarktis. Nya Zeeland gör anspråk på området. Toppen på Howard Heights är 515 meter över havet.
Terrängen runt Howard Heights är huvudsakligen kuperad, men den allra närmaste omgivningen är platt. Howard Heights är den högsta punkten i trakten. Trakten är obefolkad. Det finns inga samhällen i närheten.